# Бельский, Семён Фёдорович
Семён Фёдорович Бе́льский (ум. ок. 1544 года) — князь, русский боярин и воевода во времена правления Василия III Ивановича и Ивана IV Васильевича Грозного.
Из княжеского рода Бельских, Гедеминович. Младший сын служилого князя Фёдора Ивановича Бельского и Анны Васильевны Рязанской.
Вместе со старшими братьями Дмитрием и Иваном владел Лухским удельным княжеством на Средней Волге.

## Биография

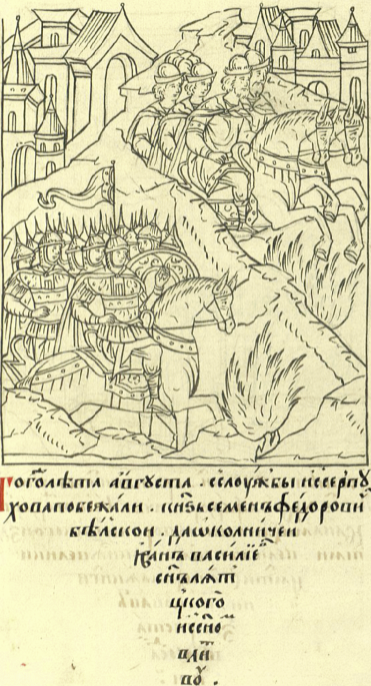
Семён Фёдорович Бельский и Иван Васильевич Ляцкой бегут в Литву

В 1522 году получил боярство и вместе с братом Иваном сопровождал государя Василия III в походе «по крымским вестям» в Коломну. В 1528 году вместе со старшим братом Дмитрием сопровождал Василия III в Кириллов монастырь. В 1529 году воевода в Коломне, потом в Усть-Осётре, а по роспуску больших воевод первый воевода в Коломне. В 1531 году первый воевода войск на берегу Оки, от крымского вторжения. Летом 1532 года стоял с русскими полками «против устья Осетрьскаго», а в сентябре — на Коломне. Весной 1533 года отправлен первым воеводою из Коломны в Муром.  В декабре 1533 года находился при умирающем Василии III.
Вскоре после смерти Василия III летом 1534 года Бельский вместе с окольничим Иваном Ляцким готовили войска в Серпухове на случай вероятной войны с Литвой. В этом же году первый воевода правой руки в Коломне, а во время нашествия крымцев и азовцев назначен первым воеводою в Серпухов.
Стоял в оппозиции к действиям пришедшего к власти опекунского совета при малолетнем Иване Грозном, особенно недоволен он был заточением Юрия Дмитровского. Установив тайные отношения с великим князем литовским и польским королём Сигизмундом I Ягеллоном, в августе 1534 года воеводы Семён Бельский и Иван Ляцкий со многими детьми боярскими бежали из Серпухова в литовские владения. После бегства Семёна Бельского в Литву его брат Иван попал в опалу и был заключён в темницу, но другой брат, Дмитрий, сохранил прежнее положение в Боярской думе.
Великий князь литовский Сигизмунд I с почестями принял знатных перебежчиков и пожаловал им богатые поместья. Семён Бельский получил во владение Зизморы, Стоклиски и Кормялово. В доверительных беседах с великим князем литовским перебежчики сообщил ему о слабости московской правительницы Елены Глинской, о тирании всесильных вельмож и недовольстве простого населения. Призывали Сигизмунда начать войну против Русского государства и уверял его в беззащитности русских границ.
В августе 1534 года Сигизмунд начал военные действия. Под влиянием рассказов Бельского и Ляцкого, польский король организовал войско под начальством великого гетмана литовского Юрия Радзивилла, воеводы киевского Андрея Немировича, великого гетмана коронного Яна Амора Тарновского и самого Семёна Бельского, которое в 1534 году вторглось в Северскую землю, взяв города Гомель и Стародуб. В дальнейшем действия польско-литовских войск были неудачны, и Сигизмунд негодовал на князя Бельского, считая его обманщиком.
Видя подобное отношение, выпросил у польского короля разрешение на поездку в Иерусалим, якобы для исполнения обета. Однако на самом деле он отправился из Литвы в Стамбул, чтобы попросить защиты и покровительства у турецкого султана Сулеймана Великолепного. В 1537 году приехал из Стамбула в Крым. С помощью Литвы и Крымского ханства стремился восстановить Рязанское княжество, присоединённое к единому Русскому государству, на которое он сам претендовал, будучи сыном рязанской княжны Анны Васильевны.
Получив поддержку османского султана, Бельский убедил крымского хана Сахиба I Гирея (1532—1551) совершить крупный поход на Русское государство. Крымский царевич Ислям I Герай, племянник и противник хана Сахиб I Герая, в 1537 году сообщал в Москву, что султан приказал хану собрать большие силы и предпринять поход на Русь. Сам Бельский отправил послание к московской правительнице Елене Глинской, пытаясь убедить её в своём раскаянии. Требовал для себя охранной грамоты и обязывался вскоре приехать в Москву. Правительница решила заманить беглеца в Москву и наказать его по заслугам. В ответном письме от имени малолетнего великого князя Ивана ему было обещано помилование. Одновременно русское правительство отправило гонца с дарами к царевичу Ислям I Гераю, прося его пленить или умертвить. Вскоре он был захвачен в плен ногайцами. Елена Глинская и Боярская дума безуспешно посылали выкуп за пленника в ногайские улусы. Крымский хан Сахиб I Герай выкупил его у ногайцев.
В 1537 году Бельский отправил письмо к великому князю литовскому Сигизмунду, в котором сообщал о большом готовящемся турецко-татарском походе на Русское государство. Просил Сигизмунда отправить великих гетманов с литовской армией в новый поход на русские владения. Кроме того, просил у великого князя литовского разрешение на свободный проезд в Литву. Сигизмунд, заключив в 1537 году перемирие с Русским государством, отказался возобновлять военные действия против Москвы, но разрешил слугам Бельского выезжать из его литовских имений в Крым.
В 1540 году брат — Иван Фёдорович Бельский, руководитель Боярской думы при малолетнем великом князе Иване, безуспешно пытался вернуть своего младшего брата Семёна в Москву. Малолетний великий князь простил все вины Семёна Фёдоровича и разрешил ему вернуться на родину. Однако он отказался возвращаться и продолжал оставаться в Крыму, уговаривая крымского хана напасть на Русь.
Осенью 1540 года в своём письме к польскому королю он сообщал Сигизмунду I, что смог отвратить крымский поход на Литву и взял с хана клятву, что весной он выступит в поход на Москву. Сигизмунд благодарил Бельского и послал ему в награду деньги.
В 1541 году Сахиб I Гирей, поддавшись на уговоры Бельского, предпринял большой военный поход на Русское государство, но турецко-татарское войско было встречено под Ростиславлем русскими полками под руководством старшего брата, князя Дмитрия Фёдоровича. Увидев неожиданно большое войско русских, крымский хан Сахиб Гирей в ту же ночь отступил от берегов Оки в степи. Дальнейшая судьба Семёна Фёдоровича Бельского неизвестна.